# Igby Rigney
Igby Rigney (* 6. Juni 2000) ist ein amerikanischer Schauspieler.

## Leben und Karriere
Rigney wuchs im amerikanischen Westchester County im Bundesstaat New York auf. Bis 2017 besuchte er die High School in Ossining. Dort und in New York City trat er bereits am Theater auf. Danach studierte er an der New Yorker Pace University Filmgeschichte und Psychologie. Währenddessen erhielt der erste Filmrollen in Good Joe Bell und Fast & Furious 9. Ab 2020 wurde er von dem Regisseur Mike Flanagan, der für Netflix mehrere Horrorfernsehserien drehte, in Midnight Mass (2021), Gänsehaut um Mitternacht (2022) und Der Untergang des Hauses Usher (2023) besetzt. In Gänsehaut um Mitternacht hatte er eine Hauptrolle inne und verkörperte weitere Figuren; für die Serie war er bei der Saturn-Award-Verleihung 2024 als bester Nachwuchsschauspieler im Fernsehen nominiert.

## Filmografie
- 2018: Blue Bloods – Crime Scene New York (Blue Bloods, Fernsehserie, 1 Episode)
- 2020: Good Joe Bell (Joe Bell)
- 2021: Fast & Furious 9 (F9)
- 2021: Midnight Mass (Miniserie, 7 Episoden)
- 2022: Gänsehaut um Mitternacht (The Midnight Club, Fernsehserie, 10 Episoden)
- 2022: Southern Gothic (Double Down South)
- 2022: The Sex Lives of College Girls (Fernsehserie, 1 Episode)
- 2023: Der Untergang des Hauses Usher (The Fall of the House of Usher, Miniserie, 3 Episoden)
- 2023: Out of my Comfort Zone

## Auszeichnungen und Nominierungen
- Saturn-Award-Verleihung 2024: Nominierung als Bester TV-Nachwuchs-Schauspieler in Gänsehaut um Mitternacht